# (1926) Demiddelaer
(1926) Demiddelaer (aussi nommé 1935 JA) est un astéroïde de la ceinture principale, découvert le 2 mai 1935 par Eugène Joseph Delporte à l'observatoire royal de Belgique, situé à Uccle. 
Il a été nommé en hommage à Mireille Demiddelaer, la petite-fille de son découvreur.